# Rolls-Royce Droptail
La Rolls-Royce Droptail est un cabriolet 2 places du constructeur automobile britannique de voitures de luxe Rolls-Royce produit en 2023 en 4 exemplaires.

## Présentation
La Rolls-Royce Droptail est produite en 4 exemplaires unique dessinés par les designers de la division Coachbuild du constructeur, chacun recevant un nom de fleur, une teinte et un intérieur différents.
La première itération de Droptail est présentée le 18 août 2023 à la Monterey Car Week lors du Pebble Beach Concours d'Elegance nommée « La Rose Noire ».
La seconde version est l' « Amethyst », présentée une semaine après à Gstaad en Suisse. La peinture extérieure combine en partie basse un violet Globe Amaranth comprenant de fines paillettes d’aluminium avec un violet plus foncé pour en haut avec un mélange de paillettes de mica rouges, bleues et violettes.
Le troisième modèle est l'« Arcadia » faisant référence dans la mythologie grecque antique à un lieu représentant « le paradis sur Terre ». Elle est présentée le 29 février 2024. Elle est vêtue d'une teinte blanche et des parements en bois de palissandre Santos Straight Grain habillent l'habitacle et la malle arrière.

## Caractéristiques techniques

### Motorisation
Chaque modèle de Droptail est motorisé par le V12 biturbo de 6.75 litres développant une puissance de 593 ch et 840 N m de couple.

## Voiture neuve la plus chère du monde
La Droptail succède à la Boat Tail au record de voiture neuve la plus chère du monde avec un tarif de plus de 23 millions d'euros.